# Chilenische Fußballnationalmannschaft der Frauen
Die Fußballnationalmannschaft der Frauen von Chile repräsentiert Chile im internationalen Frauenfußball. Die Nationalmannschaft ist dem Fußballverband von Chile unterstellt und wird vom Chilenen José Letelier trainiert. Die Auswahl bestritt ihr erstes Länderspiel bei der ersten Südamerikameisterschaft 1991, das zugleich das erste von der FIFA gezählte Frauen-Fußballländerspiel in Südamerika war. Sie nahm in der Folge auch an allen weiteren bisher ausgetragenen CONMEBOL Südamerikameisterschaften teil. Der zweite Platz 1991, als nur drei Mannschaften teilnahmen war bis 2018 der größte Erfolg, dann konnte dies bei zehn Teilnehmern wiederholt werden. Damit qualifizierte sich die Mannschaft erstmals für eine Weltmeisterschaft, schied dort aber nach der Vorrunde aus. Immerhin gelang gegen Thailand der erste Sieg in einem WM-Spiel, was Argentinien und Ecuador bei ihren WM-Teilnahmen noch nicht geschafft haben. An den Olympischen Spielen hat die Auswahl von Chile bisher einmal teilgenommen, als man sich in Playoff-Spielen gegen den afrikanischen Vertreter Kamerun für die Olympischen Spiele 2020 qualifizieren konnte. Dort schieden die Chileninnen aber nach drei Niederlagen aus.
Bis November 2006 spielte Chile nur gegen südamerikanische Länder. Nach drei Jahren Länderspielpause fanden im November 2009 dann erstmals Spiele gegen ein mittelamerikanisches Land (Mexiko, 0:3 und 0:2) statt und im Dezember 2009 zwei Spiele gegen China (1:0 und 0:2), sowie Anfang 2010 Spiele gegen Japan (1:1) und Dänemark (1:2). Diese in Coquimbo ausgetragenen Spiele waren auch die ersten Heimspiele. 2011 nahm Chile erstmals am Algarve-Cup teil und bestritt damit erstmals Spiele in Europa. In der Gruppe der schwächeren Mannschaften belegte Chile den letzten Platz, konnte aber das Spiel um Platz 11 im Elfmeterschießen gegen Rumänien für sich entscheiden.

## Turnierbilanz

### Weltmeisterschaft
| - 1991: nicht qualifiziert - 1995: nicht qualifiziert - 1999: nicht qualifiziert - 2003: nicht qualifiziert - 2007: nicht qualifiziert | - 2011: nicht qualifiziert - 2015: nicht qualifiziert - 2019: Vorrunde - 2023: nicht qualifiziert |

### Südamerikameisterschaft
| - 1991 – Zweiter - 1995 – Dritter - 1998 – Vorrunde - 2003 – Vorrunde - 2006 – Vorrunde | - 2010 – Dritter - 2014 – Vorrunde - 2018 – Zweiter - 2022 – Fünfter - 2025 – Vorrunde |

### Olympische Spiele
| - 1996: nicht qualifiziert - 2000: nicht qualifiziert - 2004: nicht qualifiziert - 2008: nicht qualifiziert - 2012: nicht qualifiziert | - 2016: nicht qualifiziert - 2020: Vorrunde - 2024: nicht qualifiziert - 2028: nicht qualifiziert |

### Panamerikanische Spiele
Die chilenische Mannschaft nahm erst einmal an dem seit 1999 ausgetragenen Frauen-Fußballturnier der Panamerikanischen Spiele teil.
| - 1999: nicht teilgenommen - 2003: nicht teilgenommen - 2007: nicht teilgenommen - 2011: Vorrunde | - 2015: nicht qualifiziert - 2019: nicht qualifiziert - 2023: 2. Platz - 2027: nicht qualifiziert |

### Algarve-Cup
Die Nationalmannschaft nahm einmal am Algarve-Cup teil und spielte dabei in Gruppe C, in der zunächst die schwächeren Mannschaften gegeneinander antreten.
| - 1994 bis 2010: nicht teilgenommen - 2011: 11. Platz - 2012 bis 2022: nicht teilgenommen |

### Vier-Nationen-Turnier in Brasilien
- 2009: Vierter Platz
- 2010: nicht teilgenommen
- 2011: Vierter Platz
- 2012: nicht teilgenommen
- 2013: Zweiter Platz
- 2014 bis 2016: nicht teilgenommen

## Spiele gegen Nationalmannschaften deutschsprachiger Länder
Alle Ergebnisse aus chilenischer Sicht.

### Deutschland
| Datum         | Ort               | Ergebnis | Anlass             |
| 30. Mai 2019  | Regensburg        | 0:2      | Freundschaftsspiel |
| 15. Juni 2021 | Offenbach am Main | 0:0      | Freundschaftsspiel |

### Schweiz
Bisher gab es noch keine Spiele gegen die Schweizer Auswahl.

### Österreich
Bisher gab es noch keine Spiele gegen die Österreichische Fußballnationalmannschaft der Frauen.